# Municipio di Legnica
Il municipio di Legnica fu eretto tra il 1902 e il 1905, in stile neorinascimentale, per sostituire l'antico edificio municipale di Legnica, in Polonia. Attualmente funge da sede delle autorità municipali.

## Storia
Alla fine dell’Ottocento, si notò la necessità di costruire un municipio nuovo e più grande per via dello sviluppo della città. La nuova sede delle autorità municipali di Legnica fu edificata dal 1902 al 1905 secondo un progetto del consulente edile Paul Öhlmann.
L’edificio eretto costituiva solo la prima tappa del progetto, che prevedeva la costruzione di un complesso a quattro ali con due cortili interni e una torre monumentale. Il complesso non venne però mai finito del tutto, probabilmente per mancanza di fondi.
L’edificio del municipio è stato iscritto nel registro di monumenti, in base alla decisione del conservatore dei monumenti del voivodato del 14 aprile 1981.

## Descrizione
Il municipio rappresenta un edificio barocco a tre campate, a tre piani e con un ampio atrio. Sull’asse dell’edificio è presente un avancorpo, evidenziato da due rampe di scale esterne. Il piano terra bugnato sostiene le paraste che dividono la facciata.
La costruzione è coperta da un tetto mansardato con abbaini. Sulla linea di colmo c’è una torretta di cresta. Le gabbie neorinascimentali sono riccamente decorate. La torretta viene coronata da una cuspide con due trafori. I rivestimenti sono ornamentati con molti dettagli architettonici, come Erker, bugnati e incorniciature delle finestre. I dettagli scultorei dell’Erker settentrionale alludono alla storia della città. Sui pilastri della loggia sono collocate le raffigurazioni di cavalieri con stemmi di Slesia, Legnica e Prussia.
Un cartiglio con lo stemma della città – consistente in due chiavi incrociate – appare anche all’apice del frontone. Sul cartiglio si trova una statua del leone boemo, animale araldico di Legnica. Gli interni a due campate e mezzo hanno corridoi di comunicazione e sono coperti da volte a botte con lunette.
Come già accennato, l'edificio funge oggi da sede delle autorità municipali di Legnica.

## Galleria d'immagini

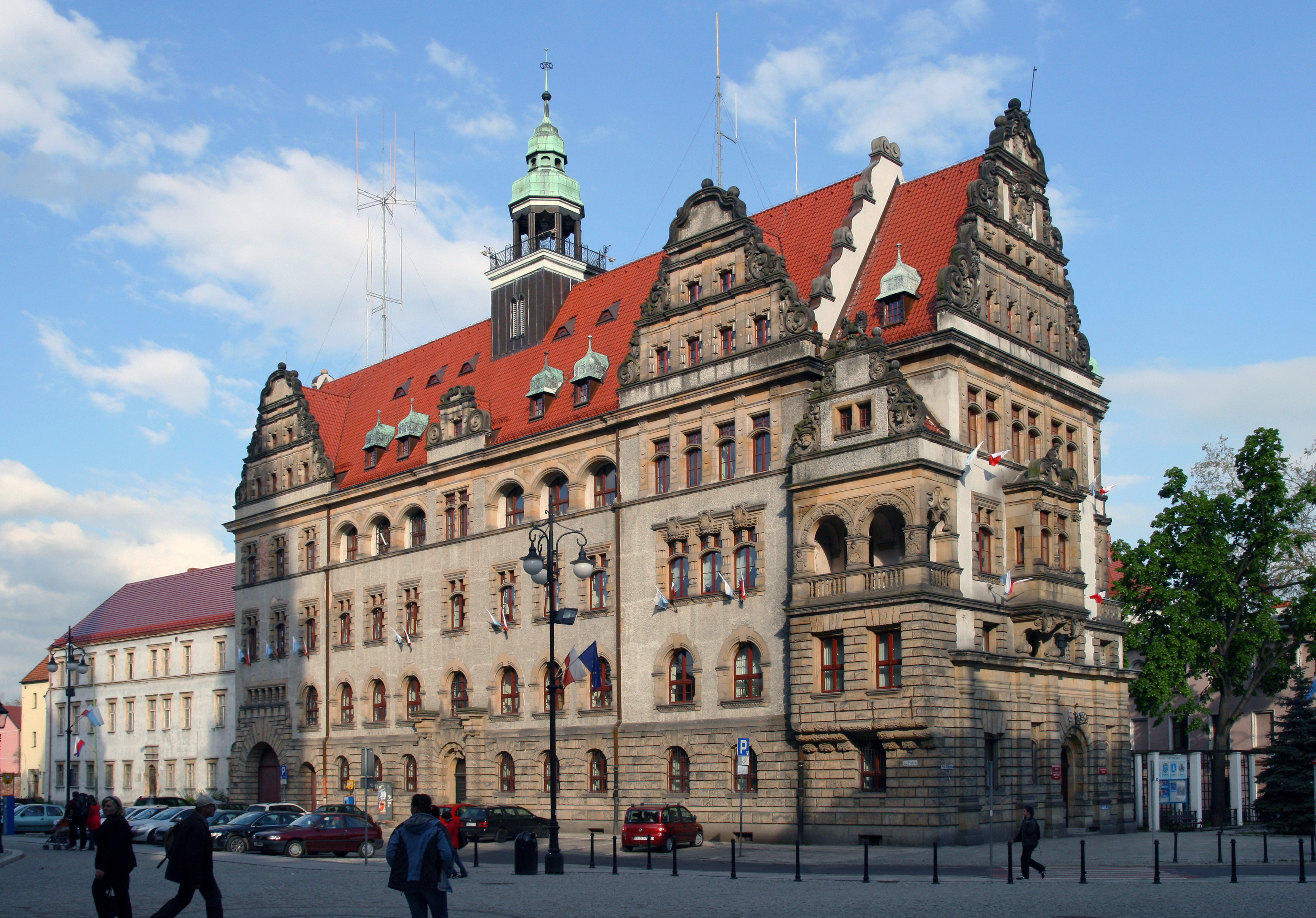
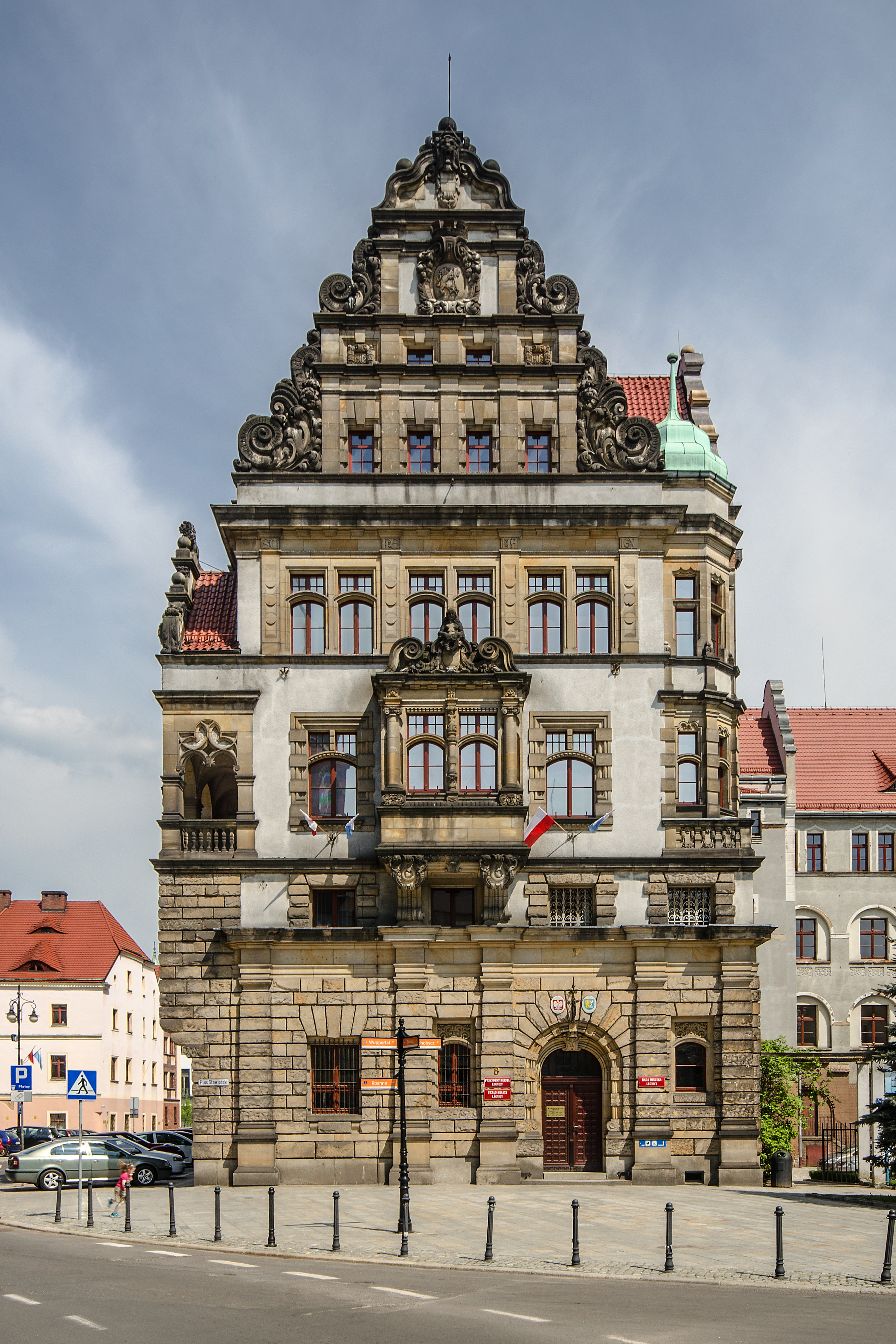
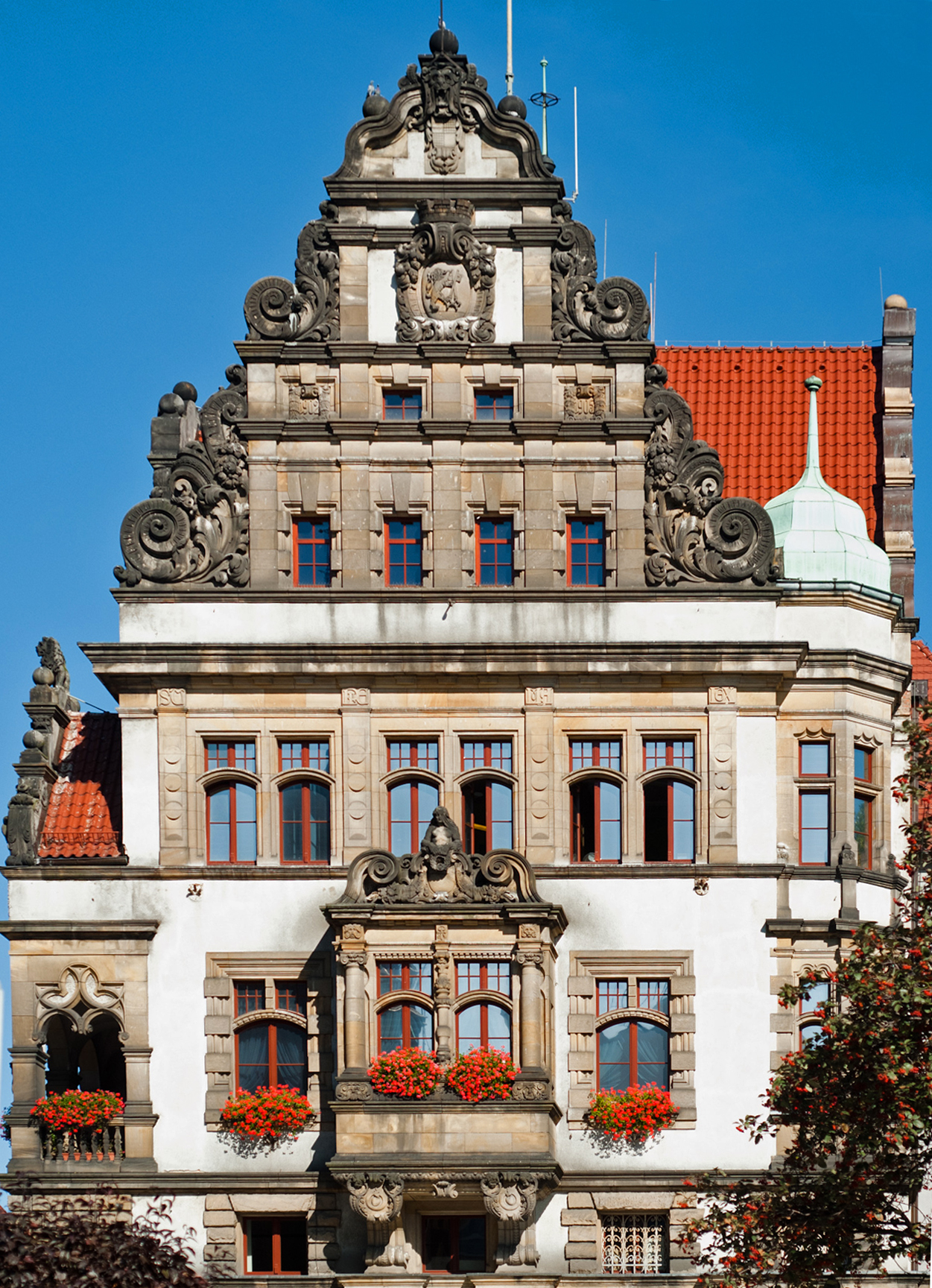
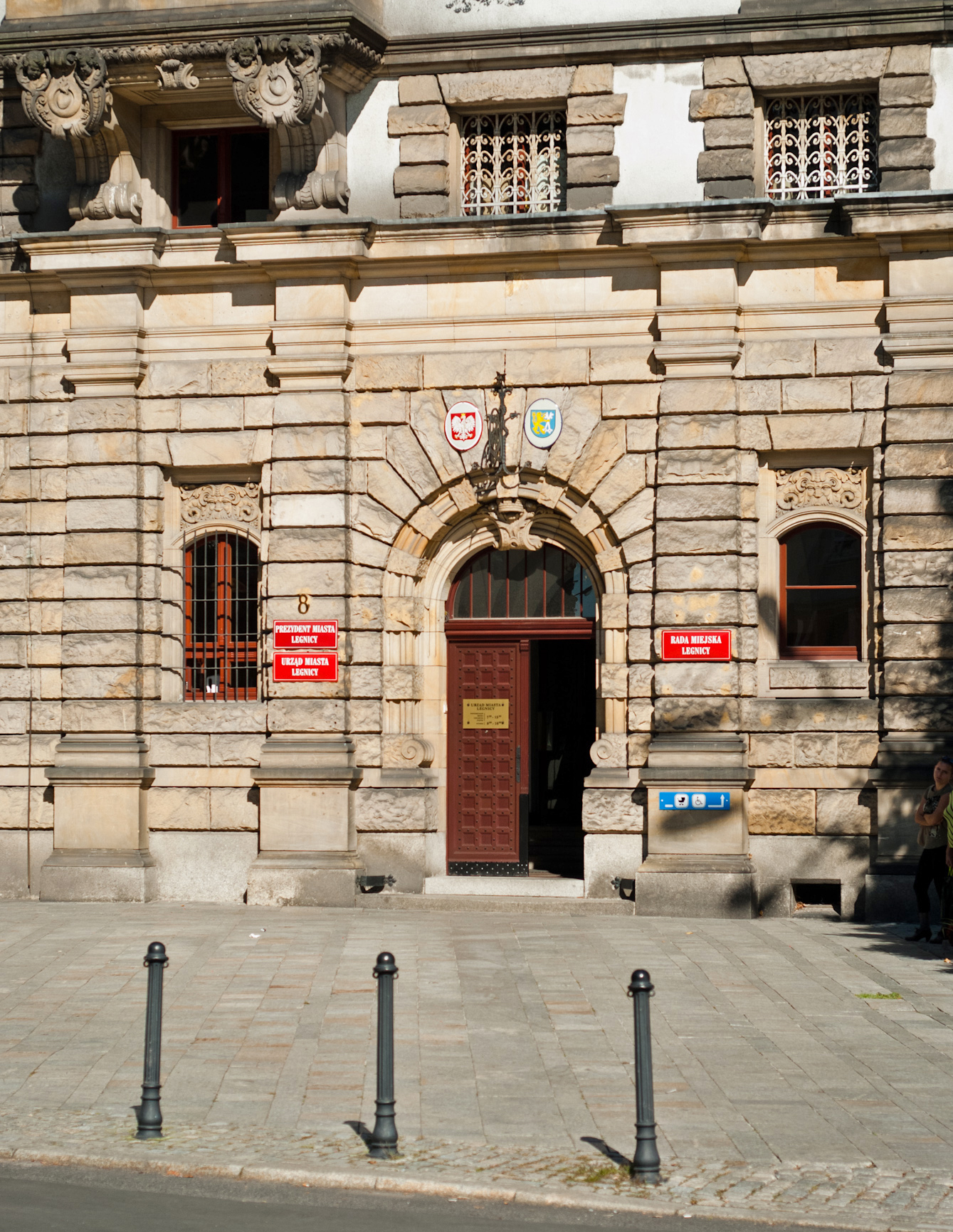